# سليم بركات
سليم بركات (ولد سنة 1951-) روائي وشاعر وأديب كردي سوري.

## سيرته
من مواليد عام 1951 في قرية موسيسانا التابعة لمدينة عامودا في ريف القامشلي، سوريا، قضى فترة الطفولة والشباب الأول في مدينته والتي كانت كافية ليتعرف على مفرداتها الثقافية بالإضافة إلى الثقافات المجاورة كـ الآشورية والأرمنية. في عام 1970 انتقل إلى دمشق لدراسة الأدب العربي ولكن بعد عام انتقل إلى بيروت حيث مكث حتى عام 1982. أصدر أثناء وجوده في بيروت خمسة مجلدات شعرية ومذكرات ومجلدين للسيرة الذاتية. انتقل إلى قبرص وعمل مدير تحرير لمجلة الكرمل الفلسطينية المرموقة، وكان رئيس تحريرها محمود درويش. في عام 1999 انتقل إلى السويد حيث لا يزال يقيم.
تستكشف أعماله الثقافة الكردية وتؤرخ محنة الكرد وتاريخهم، بالإضافة إلى الثقافة العربية والآشورية والأرمنية والشركسية واليزيدية. أقدم أعماله النثرية الجندب الحديدي، هو سرد سيرة ذاتية لطفولته في القامشلي. يستكشف الكتاب الظروف القاسية والعنيفة التي عاشها في سن المراهقة المبكرة ويفيض بمشاعر الحنين إلى الأرض والثقافة الكردية. يُترجم الجزء الأول من العنوان الفرعي المطول للكتاب إلى «مذكرات غير مكتملة لطفل لم ير أبدًا أي شيء سوى أرضًا للهاربين».
يوصف بركات بأنه من أكثر الشعراء والروائيين إبداعًا في الكتابة باللغة العربية. وصف ستيفان جي ماير أسلوبه بأنه «الأقرب بين الكتاب العرب إلى أسلوب الواقعية السحرية في أمريكا اللاتينية»، ووصف بركات بأنه «ربما يكون كاتب النثر الأبرز الذي يكتب باللغة العربية اليوم». نظرًا لأسلوبه المعقد وتطبيقه للتقنيات المأخوذة من الأدب العربي الكلاسيكي، كان تأثيره شبيهًا بتأثير «الكلاسيكيين الجدد».

## أعماله
- كل داخل سيهتف لأجلي وكل خارج أيضا (شعر)[4]
- هكذا أبعثر موسيسانا (شعر)
- ميدوسا لا تسرح شعرها: رواية[5]
- موسوعة الكمال بلا تحريف: نشوء المعادن[6]
- الشظايا الخمسمائة: أين يمضي هذا الذي لا تلمسه يداي؟[7]
- الأبواب كلهّا: ترديد الصدى في التلاغب بأخلاق الليل[8]
- تنبيه الحيوان إلى أنسابه: شعر[9]
- مغانم الرياضيين والتعاليم كما التزموها[10]
- سيرة الوجود وموجز تاريخ القيامة: رواية[11]
- للغبار، لشمدين، لأدوار الفريسة وأدوار الممالك (شعر)[12]
- الجمهرات (شعر)[13]
- الجندب الحديدي (سيرة الطفولة) (سيرة)[14]
- الكراكي (شعر)
- هاته عالياً، هات النّفير على آخره (سيرة الصبا) (سيرة)[15]
- فقهاء الظلام[16]
- بالشِّباك ذاتها، بالثعالب التي تقود الريح (شعر)[17]
- كنيسة المحارب (يوميات)[18]
- أرواح هندسية[19]
- الريش (رواية)[20]
- البازيار (شعر)[21]
- الديوان (مجموعات شعرية في مجلد واحد) (شعر)[22]
- معسكرات الأبد (رواية)[23]
- طيش الياقوت (شعر)[24]
- الفلكيون في ثلثاء الموت: عبور البشروش (رواية)[25]
- الفلكيون في ثلثاء الموت: الكون (رواية)[26]
- الفلكيون في ثلثاء الموت: كبد ميلاؤس (رواية)[27]
- المجابهات، المواثيق الأجران، التصاريف، وغيرها (شعر)[28]
- أنقاض الأزل الثاني (رواية)[29]
- الأقراباذين (مقالات في علوم النّظر)[30]
- المثاقيل (شعر)[31]
- الأختام والسديم (رواية)[32]
- دلشاد (فراسخ الخلود المهجورة) (رواية)[33]
- كهوف هايدراهوداهوس (رواية)[34]
- المعجم (شعر)[35]
- ثادريميس (رواية)[36]
- موتى مبتدئون (رواية)[37]
- السلالم الرملية (رواية)[38]
- الأعمال الشعرية (مجموعات)[39]
- شعب الثالثة فجرا من الخميس الثالث (شعر)[40]
- لوعة الأليف اللا موصوف المحير في صوت سارماك (رواية)[41]
- ترجمة البازلت (شعر)[42]
- هياج الإوزّ (رواية)[43]
- التعجيل في قروض النثر (مقالات)[44]
- حوافر مهشمة في هايدراهوداهوس (رواية)[45]
- السيل (شعر)[46]
- السماء شاغرة فوق أورشليم (رواية)[47]
- عجرفة المتجانس (شعر)[48]
- السماء شاغرة فوق أورشليم 2 (رواية)[49]
- آلهة (شعر)[50]
- حورية الماء وبناتها (رواية)[51]
- شمال القلوب أو غربها (شعر)[52]
- سجناء جبل أيايانو الشرقي (رواية)[53]
- سوريا (شعر)[54]
- أقاليم الجن (رواية)[55]
- الغزليّة الكبرى (شعر)[56]
- سبايا سنجار (رواية)[57]
- الأبواب كلّها (شعر)[58]
- زئير الظلال في حدائق زنوبيا (رواية)[59]
- ماذا عن السيدة اليهودية راحيل (رواية)[60]